# Jun Suzuki (Fußballspieler, 1967)
Jun Suzuki (jap. 鈴木 淳, Suzuki Jun; * 4. Oktober 1967 in Watari, Präfektur Miyagi) ist ein japanischer Fußballtrainer und ehemaliger Fußballspieler.

## Karriere

### Verein
Suzuki spielte in der Jugend für die Universität Tsukuba. Er begann seine Karriere bei Fujita Industries, wo er von 1984 bis 1988 spielte. Von dort wechselte er zum Matsushima SC (1989–1991) und Brummell Sendai (1992–1996), bevor er im Jahre 1996 seine Spielerkarriere beendete.

### Nationalmannschaft
Mit der japanischen U-20-Nationalmannschaft qualifizierte er sich für die Junioren-Fußballweltmeisterschaft 1979 in Japan.

### Trainer
Nachdem er schon 1991 kurzzeitig als Trainer fungierte, begann Jun Suzukis richtige Karriere als Trainer 2004 bei Montedio Yamagata. Zwei Jahre später trainierte er Albirex Niigata (2006–2009), später noch Ōmiya Ardija (2010–2012) und JEF United Chiba (2013–2014). Seit 2022 ist Suzuki Cheftrainer des japanischen Viertligisten Sony Sendai FC.